# 鹽湖體育場
鹽湖體育場,官方稱印度青年體育場(孟加拉語 যুব ভারতী ক্রীড়াঙ্গন, Yuva Bharati Krirangan)。是一個位於印度加爾各答的多用途的體育場。
球場是全球第二大的足球場，僅次於朝鮮平壤的綾羅島5月1日競技場。現在，球場主要用於足球及田徑方面。球場於1984年建成，並在三列的結構下可以容納120,000名觀眾。
球場距離加爾各答的市中心有7公里的距離。球場呈橢圓形，頂部以鋁管及混凝土製成。球場有兩個電子計分屏幕及指揮室，亦有符合國際標準的照明系統及為電視廣播而設的各種設備。
球場總面積達到 76.40英畝，並於1984年1月正式開幕。球場除體育活動外，還可以舉行演唱會等文化活動。

## 足球
足球是體育場最主要的活動。鹽湖體育場是印度球會東孟加拉、莫亨巴根和伊斯蘭教徒的主場。傳統的加爾各答打比（東孟加拉對莫亨巴根）的比賽亦會於體育場內舉行。另外，很多印度國家足球隊的賽事都會在體育場上演。

## 田徑
球場亦可以舉行田徑比賽。球場亦曾舉行1987年的南亞運動會。

## 外部連結
- 鹽湖體育場資料及圖片